# Опузен
Опузен је град у Хрватској у Дубровачко-неретванској жупанији.

## Географски положај
Град Опузен налази се 12 километара узводно од ушћа реке Неретве. У долини реке Неретве, која се такође назива и Зеленом долином, налазе се три града: Метковић, Опузен и Плоче. Град Метковић који се први пут спомиње 1442. године, град Опузен који је назив добио по тврђави „Форте Опус“ (Forte Opus) коју су Млечани саградили 1684. и град Плоче, који је најмлађе градско насеље, систематски изграђивано тек после 1945. године, иако се први пут спомиње 1387. под именом „Порто Толеро“ (Porto Tolero).
Почевши од Опузена река Неретва рачва се у дванаест рукаваца, који су рај за спортске риболовце. Опузен је познат по гајењу квалитетног поврћа и воћа, у првом реду мандарина и кивија.

### Назив места
Постоји неколико хипотеза о настанку имена Опузен од којих су најпознатије две. Опузен је назив добио по тврђави Форте Опус коју су Млечани саградили 1684. године. У Опузену и ближој околини откривена су археолошка налазишта из римског доба. Жупна црква св. Стјепана саграђена је 1883. год у неокласицистичком стилу.
Прва претпоставка јесте да се у имену места Опузен крије латински корен. Име места дошло би од утврђења које су 1684. саградили Млечани и назвали га Форте Опус. Нестанком утврђења и војничког логора који је био у близини нестала је реч Форте па је остао само Опус којем је додан суфикс –ен, и на тај начин је постао данашњи облик имена Опузен.
Друга веродостојнија претпоставка говори како се у имену Опузен не крије латински, већ словенски корен. Острво Посредница на којем лежи данашњи Опузен носило је име Опус, како је то видљиво из Коронелијевих карата Неретве.
Међутим, још раније Јаков Петар Лукарић 1551—1615. (Luccari) назива утврђење Кош Опусена. Острво је настало од муља који је река наносила и таложила те је био клизав, тј. „опузљив“. На том месту, стратешки важном, саграђено је утврђење Кош, управо због неприступачности.
Због неприступачности народ га је назвао Опузина или Опуз, што је остало и у данашњој терминологији народног говора Неретванске долине. Млетачки назив Форте Опус значио би утврђење Опус или Опуз, тј. утврђење постављено на месту Опуз.

### Настанак места
Подручје данашњег територијалног положаја Опузена поседује богату историју. Ово подручје било је насељено већ у римско време. Археолошка ископавања из 1979. на пределу Јесенске утврдила су како је на овом подручју постојало античко насеље из почетка наше ере. На основу налаза утврђено је да је овај локалитет имао врло важну улогу уласка из Јадрана у Неретву.
Приликом овог истраживања нађени су објекти јавног карактера с мноштвом амфора, римске керамике, тегула (врста црепа), а пронађен је и мозаик на кречњачком малтеру. Сама присутност Римљана видљива је у првим слојевима утврђења Брштаника. Грађевински елемент је специфичан за римско раздобље, док присутност римских тегула и ваза и натписа само поткрепљују ову чињеницу.
Велика историјска насељавања овог подручја догодила су се у средњем веку када је саграђено утврђење Брштаник од 1254—1264. Права кулминација остварена је увођењем трговине у Неретву и оснивањем на острву Посредници трговачког центра који је носио исто име.
Стицајем историјских околности те учесталошћу ратова ово подручје – као и читава долина Неретве – остала је ненасељена. Крајем 17. века у новембру 1684. године, Млечани, искористивши савез цара Леополда, папе Иноћентија XI и Пољске, заратили су са Турцима у Далмацији уз помоћ домаћег становништва, упловили у Неретву и саградили утврђење Форте Опус. Турску кулу код Норина освојили су 19. новембра 1684. године па је тим потезом осигурано војно упориште у Неретви.
Пошто су се утврдили започели су придобијати становништво Зажабља и околних крајева за насељавање новоосвојеног подручја. У овој акцији посредник им је био дон Петар Драгобратовић, који је једног од најугледнијих Зажабљанина Николу Нонковића придобио за ту идеју. Пошто је потписана капитулација између Нонковића и млетачког провидура Петра Валијера преко посредника дон Петра, Нонковић се обавезао на покорност Млетачкој републици као њен поданик и на насељење већег броја католика на њиховој територији. Овим повезивањем домаћег становништва с Млечанима започиње активни живот Опузена и уједно читавог подручја доњег тока реке Неретве.
Уз утврђење Форте Опус подигла су се насеља Смоково и Трново, обнавља се Брштаник, па Опузен постаје средиште Неретве. Након млетачког освајања Читлука, данашње Габеле (Босна и Херцеговина) 1694. године Опузен је изгубио важност, јер је војска и административна управа прешла у утврђени град Читлук. Крајем 1714. године Турци су Млечанима објавили рат. Како Млечани нису желели да Читлук падне у руке Турцима, град су порушили, а становништво преселили у Опузен и околину. Од тада па до данас Опузен непрекинуто наставља своју историју.

## Историја
До територијалне реорганизације у Хрватској налазио се у саставу старе општине Метковић.

## Срби у Опузену
Помиње се 1808. године православна црква у Опузену, посвећена Успенију Пресвете Богородице. Ту службу врши један свештеник парох.

## Становништво
На попису становништва 2011. године, град Опузен је имао 3.254 становника, од чега у самом Опузену 2.729.

### Град Опузен
| Број становника по пописима | Број становника по пописима | Број становника по пописима | Број становника по пописима | Број становника по пописима | Број становника по пописима | Број становника по пописима | Број становника по пописима | Број становника по пописима | Број становника по пописима | Број становника по пописима | Број становника по пописима | Број становника по пописима | Број становника по пописима | Број становника по пописима | Број становника по пописима |
| --------------------------- | --------------------------- | --------------------------- | --------------------------- | --------------------------- | --------------------------- | --------------------------- | --------------------------- | --------------------------- | --------------------------- | --------------------------- | --------------------------- | --------------------------- | --------------------------- | --------------------------- | --------------------------- |
| 1857.                       | 1869.                       | 1880.                       | 1890.                       | 1900.                       | 1910.                       | 1921.                       | 1931.                       | 1948.                       | 1953.                       | 1961.                       | 1971.                       | 1981.                       | 1991.                       | 2001.                       | 2011                        |
| 512                         | 547                         | 630                         | 816                         | 928                         | 1.004                       | 928                         | 963                         | 1.165                       | 1.317                       | 1.538                       | 2.235                       | 2.765                       | 3.458                       | 3.242                       | 3.254                       |

Напомена: Настао из старе општине Метковић. У 1981. део података садржан је у општини Сливно.

### Опузен (насељено место)
| Број становника по пописима | Број становника по пописима | Број становника по пописима | Број становника по пописима | Број становника по пописима | Број становника по пописима | Број становника по пописима | Број становника по пописима | Број становника по пописима | Број становника по пописима | Број становника по пописима | Број становника по пописима | Број становника по пописима | Број становника по пописима | Број становника по пописима | Број становника по пописима |
| --------------------------- | --------------------------- | --------------------------- | --------------------------- | --------------------------- | --------------------------- | --------------------------- | --------------------------- | --------------------------- | --------------------------- | --------------------------- | --------------------------- | --------------------------- | --------------------------- | --------------------------- | --------------------------- |
| 1857.                       | 1869.                       | 1880.                       | 1890.                       | 1900.                       | 1910.                       | 1921.                       | 1931.                       | 1948.                       | 1953.                       | 1961.                       | 1971.                       | 1981.                       | 1991.                       | 2001.                       | 2011                        |
| 512                         | 547                         | 630                         | 816                         | 928                         | 1.004                       | 928                         | 963                         | 1.165                       | 1.270                       | 1.470                       | 1.742                       | 2.308                       | 2.778                       | 2.730                       | 2.729                       |

Напомена: У 1981. повећано припајањем насеља Трново које је престало да постоји. За то бивше насеље садржи податке од 1857. до 1971. У 1991. из тог насеља издвојен је део насеља и формирано је насеље Бук-Влака (заједно са делом подручја насеља Подградина, општина Сливно и делом насеља Сливно Равно, општина Сливно.

### Попис 1991.
На попису становништва 1991. године, насељено место Опузен је имало 2.778 становника, следећег националног састава:
| Попис 1991.‍   | Попис 1991.‍  | Попис 1991.‍ | Попис 1991.‍ | Попис 1991.‍ |
| ------------- | ------------ | ----------- | ----------- | ----------- |
|               |              |             |             |             |
| Хрвати        | Хрвати       |             | 2.648       | 95,32%      |
| Срби          | Срби         |             | 34          | 1,22%       |
| Југословени   | Југословени  |             | 33          | 1,18%       |
| Албанци       | Албанци      |             | 9           | 0,32%       |
| Муслимани     | Муслимани    |             | 9           | 0,32%       |
| Словенци      | Словенци     |             | 5           | 0,17%       |
| Русини        | Русини       |             | 1           | 0,03%       |
| Црногорци     | Црногорци    |             | 1           | 0,03%       |
| Чеси          | Чеси         |             | 1           | 0,03%       |
| остали        | остали       |             | 1           | 0,03%       |
| неопредељени  | неопредељени |             | 16          | 0,57%       |
| регион. опр.  | регион. опр. |             | 3           | 0,10%       |
| непознато     | непознато    |             | 17          | 0,61%       |
| укупно: 2.778 |              |             |             |             |

## Култура и спорт

### Култура

#### Културне установе
Млетачка република није водила бригу око описмењавања, не само у Неретви већ и свим освојеним крајевима, а самом свештенству није било допуштено поучавање. Падом Млетачке републике и доласком Аустрије започело се с описмењавањем.
Народна школа у Опузену отворена је 28. маја 1798. године. Ово је била једина школа у Неретви до 1845. године када је у Метковићу отворена народна школа а крајем 19. века и осталим местима Неретве.
Према владиној уредби из 1823. опузенска школа спадала је у нижу народну школу. До 1840. године учитељи су искључиво били свештеници, а од те године и цивили. У првој половини 19. века имала је два разреда. У Опузену је 1888. отворена и посебна женска школа. Ове две спојене су у једну око 1895. године. До 1912. настава се одржавала у приватним кућама као у кући породице Гроси, Шарић и Анчић.
Школска зграда саграђена је 1912. преко пута општинске зграде. Од 1942. године школа носи назив „Стјепан Филиповић“. Нова школска зграда, због недостатка простора у старој, саграђена је 1981. године заједно са спортском салом.
Основна школа такође је основана и у Подградини 1922. године, а настава се одржавала у приватним просторијама породице Лује Матаге. Ова школа је отворена као подручна школа јер у самом Опузену већ тада није било простора за све ђаке. После Другог светског рата настава се одржавала у кући Јуре Бјелиша Луле, те поново код Лује Матаге.
Након што је саграђен Дом културе настава је почела да се одржава у њему за прва четири разреда а виши разреди су били у Опузену. Ова подручна школа престала је са радом 1981. године када је отворена нова зграда школе.
У културном животу места велику улогу одиграла су разна друштва: „Хрватска неретванска слога“ (основана 1890, а укинута 1925. године), Пучка (народна) читаоница (основана 1908, а прекинула с радом 1914. године), Хрватски сокол, Југословенски соко, Хрватски католички орао, Хрватско културно друштво Напредак, Сељачка слога и друга.
Од верских друштава у Опузену су деловали Удружење Вјечног Ружарија (розаријум), Друштво Срца Исусова за накнадну свету причест, и пре свих Братство Пресветог Сакрамента, основано 1759. године на наговор макарског бискупа Стјепана Блашковића и једно од најстаријих верских друштава у Неретви.
На главном олтару налази се барокна слика Богородице, рад непознатог мајстора млетачке школе из 1752. год.
Недалеко од Опузена, изнад Подградине, налазе се остаци средњовековнога града Брштаника који је 1382. године подигао босански краљ Твртко. Брштаник су у 15. веку срушили Турци, а после су га обнављали Млечани и Аустријанци.
Важни културни догађаји везани за град Опузен и околину, а истовремено повезани са туристичком понудом града јесу „Опузенско лито“ и фестивал забавне музике „Мелодије хрватског југа“. Ипак од свих културних и спортских приредби насталих у опузенској радионици једна од најатрактивнијих је спортских манифестација „Маратон лађа“. Маратон лађа — веслање 22,5 km током Неретве осмислили су управо у Опузену чланови опузенског удружења КУУНГО (Културно умјетничка удруга Неретвански гусари Опузен), а данас је атрактиван свенеретвански спортски догађај. У трци сваке године учествује око 35 бродова из долине Неретве и света.

#### Споменици
Један од најважнијих архитектонских споменика који се сачувао до данас је утврђење Брштаник. Средњовековно утврђење саградио је 1373. године босански краљ Твртко на темељима већ постојећег римског утврђења. Осим фортификационе улоге у средњем веку уједно је био и трговачко средиште са складиштима соли, а испод њега налазило се краљевско бродоградилиште. Након 1395. године нема никаквог спомена ни о утврђењу ни о трговини. Брштаник, какав се данас налази, обновила је 1686. године Млетачка република, а своју функцију утврђења с војном посадом задржао је до 1878. године. Од 1886. године служио је као болница за оболеле од колере. Брштаник је 1938. године запаљен и данас се налази у рушевном стању.
Најлепша грађевина је жупна црква светог Стјепана првомученика, који је био и небески заштитник Читлука. На месту данашње грађевине грађено је неколико мањих и неугледних црквица. Данашња црква саграђена је 1883. године док је унутрашњост довршена 1884. године. Грађена је у неокласицистичком стилу и у облику латинског крста. Од црквеног инвентара истичу се Билинићеви олтари од карарског мермера, и то главни олтар св. Стјепана и ободни св. Анте. Олтар Богородице Деве Марије од белог карарског камена саграђен је тек 1932. такође у Билинићевој радионици. Од уметничких остварења црква поседује два уметничка дела изузетне вредности. Слика Безгрешног Зачећа с почетка 18. века рад је непознатог аутора с барокним покретним олтаром од позлаћеног дрвета. Друго, можда значајније дело, је олтарна пала „Мучеништво св. Стјепана“, коју је насликао Филип Налди из Фиренце 1752. године. Ова слика је посебна по томе што приказује Јевреје у турским ношњама како каменују св. Стефана. Слика је рестаурирана у три наврата: 1872. године у Венецији, те 1981. и 1998. године у рестаураторском заводу у Сплиту.
На месном гробљу налази се црква св. Рока која се први пут спомиње 1759. године у правилнику Братства Пресветог Сакрамента. Белешка из пастирског похода коју је обавио каноник Јосип Павловић Лучић 1786. године уопште је не спомиње. Крајем 18. века тај исти каноник прегледао је цркву и поделио разрешење мртвима. Од инвентара цркве истичу се два медаљона Срца Исусова и Маријина, које је насликао Филипи из Вероне 1855. године, а велика олтарна слика је непознатог аутора.
Године 1739. саграђена је православна црква посвећена Вазнесењу Богородице Деве Марије. Налази се у Трнову.
Од осталих зграда треба поменути општинску зграду из 1888. године. Од споменика истиче се споменик мелиорације Неретве у облику обелиска из 1885. године на Риви, те споменик „Победа над мочваром“ у опузенском парку који су 1975. године израдили домаћи уметници Драган Поповић и Мате Печић.
Од покретних уметничких остварења античке пластике донесених из Нароне најважнији су античка скулптура с натписом, оивичена бујним плетеницама растиња из флавијевског раздобља. У Опузену се налази торзо императора из Трајановог времена и добро очувана статуа жене која је по свој прилици коришћена као почасна или гробна статуа. Није искључено да се радило чак и о статуи царице јер има рупу за уметање главе.
Августеум Нароне (Augusteum Narone), са 15 сачуваних великих статуа, од укупно, вероватно, преко 20, представља најбројнију групу римских царских статуа досад уопште пронађену. Осим Ливије из Августовог доба, новим открићем споја главе и тела статуе – који је приказан на марки Хрватске поште – дошло се и до друге Ливијине статуе, из Тиберијевог доба, која је настала између 14. и 21. год н. е. Статуа је висока 184 cm. Тело је од пентеличког меремера а глава од мермера са Пароса.
Ливија Друзила, (рођена 58. п. н. е., умрла 29. н. е.). у првом браку била је жена римског војсковође Тиберија Клаудија Нерона, мајка је цара Тиберија и војсковође Нерона Клаудија Друза. Године 38. п. н. е. удала се за Октавијана, будућег цара Августа. Царски намесник у провинцији Далмацији Публије Корнелије Долабела је у Нарони поставио статуу Тиберија и статуу Ливије, који је сада добио назив „Оксфорд-Опузен Ливија“. Ливија, као мајка цара, доживела је у Тиберијевом времену још веће части од оних које је имала у Августово доба. Кад је за време Клаудија 41. године коначно деификована, њен је култ у Нарони још нарастао; наиме два натписа тада помињу њеног свештеника: sacerdos Divae Augustae.
Ливијин култ у Нарони, и пре овог открића, потврђивали су натписи, као и портрет изложен у Ешмоловом музеју у Оксфорду, који је 1878. у Метковићу набавио Сер Артур Еванс. Мермерна Ливијина глава из Ешмоловог музеја је изложена у вишегодишњој позајмици Археолошком музеју у Сплиту, од 18. децембра 2000, захваљујући управи Музеја и његовом директору др. Кристоферу Брауну и кустосу проф. др. Мајклу Викерсу.
Настојање да се пронађе торзо који би одговарао оксфордској глави трајало је дуго и изазвало велику пажњу медија, како хрватских тако и британских.
22. јануара 2001. непобитно је утврђено да је спој оксфордске главе и торза кипа који се чувао у Опузену савршен. Опузенски торзо био је пронађен пре 1847. у Нарони, највероватније заједно с другом, статуом Тиберија, за коју је установљено да је била из Августеума. Торзо је први споменуо Сер Гарднер Вилкинсон, који га је видео у Опузену и о њему писао 1848. године. Директор сплитског Археолошког музеја Миховил Главинић, који је забележио Ливијину и Меркурову главу у јесен 1874, видео је и торзо те исте године. Статуе су пренесене у Опузен 1847. или нешто раније, и то под вођством Анђела Видовића, префекта, у његову кућу у Опузен. Будући да је и град Опузен позајмио торзо сплитском Археолошком музеју, „нова“ статуа Оксфорд-Опузен Ливије свечано је представљена у том музеју 14. маја 2002.
Та статуа је потом представљена широј хрватској и европској јавности захваљујући великом пројекту изложбе о Августеуму Нароне, који је остварио Емилио Марин, руководилац радова у Нарони од 1988. до 2004. Изложбе су пратила четири каталога. У Сплиту је изложба „Августеум Нароне – Сплитска сијеста наронских царева“ одржана од 4. маја до 15. јуна 2004, у Оксфорду „Успон и пад царског светилишта – римске скулптуре из Августеума Нароне“ („The Rise and Fall of an Imperial Shrine – Roman sculptures from the Augusteum at Narona“) од 6. јула до 17. августа 2004, у Барселони „Divo Augusto – La descoberta d'un temple romà a Croàcia – El descubrimiento de un templo romano en Croacia“ од 4. новембра 2004. до 30. јануара 2005. У Ватикану се изложба „L'Augusteum di Narona – Roma al di là dell'Adriatico“ одржава од 22. фебруара до 18. маја 2005. У Загребу је одржана у Глиптотеци ХАЗУ од 10. јуна до 31. децембра 2005.

### Спорт
- Фудбалски клуб Неретванац
- Рукометни клуб Опузен

## Образовање
Град Опузен је међу првима у Далмацији пре више од сто година имао Основну школу. Данас у Опузену осим Основне, делује и Средња школа са смеровима пољопривредни техничар и комерцијалист.